# Division 1 1971-1972
La Division 1 1971-1972 è stata la 34ª edizione della massima serie del campionato francese di calcio, disputato tra il 11 agosto 1971 e il 27 maggio 1972 e concluso con la vittoria dell'Olympique Marsiglia, al suo quarto titolo.
Capocannoniere del torneo è stato Josip Skoblar (Olympique Marsiglia) con 30 reti.

## Stagione

### Avvenimenti
La prima capolista solitaria fu il Nîmes, in testa dopo tre turni per poi venir ripresa dal gruppo delle inseguitrici che vide, alla sesta giornata, uscire l'Olympique Marsiglia. Inseguiti dal Rennes, dal Nîmes e dal Nizza, i campioni in carica vennero raggiunti e sorpassati dal Sochaux fra la dodicesima e la tredicesima giornata, ma recuperarono immediatamente il comando e conclusero il girone di andata con quattro punti di vantaggio sul Nîmes e cinque sul Rennes.
Nel girone di ritorno l'Olympique Marsiglia continuò a mantenere il comando della classifica con consistenti distacchi sulle inseguitrici, subendo solo una rimonta dal Nîmes, che alla ventiduesima giornata si portò a due punti dalla capolista. Nelle giornate successive l'Olympique Marsiglia riprese infatti l'andatura trovandosi alla trentesima con un vantaggio di cinque punti sul Nîmes e sul Sochaux, assicurandosi la vittoria del titolo alla penultima giornata, con sei punti di vantaggio sulle inseguitrici. In zona UEFA, la sconfitta del Saint-Étienne e il pareggio dell'Olympique Lione contro squadre già qualificate per le coppe europee diedero il via libera al Sochaux e all'Angers, quest'ultimo avvantaggiato dalla miglior differenza reti nei confronti dei Gones..
Con due giornate di anticipo l'Angoulême cadde in Division 2, seguito alla penultima giornata dal Monaco ed infine dal Lilla all'ultimo turno.

## Allenatori e primatisti
| Club                | Allenatore                                      | Calciatore più presente                                                | Cannoniere                |
| ------------------- | ----------------------------------------------- | ---------------------------------------------------------------------- | ------------------------- |
| Ajaccio             | Antoine Cuissard                                | Marius Trésor (38)                                                     | François M'Pelé (17)      |
| Angers              | Ladislas Nagy                                   | Roger Fiévet, René Gallina, Jean-Marc Guillou (38)                     | Yvan Roy (12)             |
| Angoulême           | Angelo Grizzetti                                | Jacques Castellan (35)                                                 | Jacques Castellan (12)    |
| Bastia              | Jean Vincent (1ª-16ª) Pierre Cahuzac (17ª-38ª)  | Ilija Pantelić (38)                                                    | François Félix (14)       |
| Bordeaux            | André Gérard                                    | André Mérelle (36)                                                     | Bent Jensen (7)           |
| Lilla               | René Gardien                                    | Jean Laffont (33)                                                      | Philippe Levavasseur (11) |
| Metz                | Jacques Favre (1ª-18ª) Georges Zvunka (19ª-38ª) | Denis Bauda, Daniel Bourgeois (38)                                     | Nestor Combin (16)        |
| Monaco              | Jean Luciano                                    | Jean-Pierre Carayon (37)                                               | Louis Floch (11)          |
| Nancy               | Antoine Redin                                   | Roger Lemerre, José Lopez (37)                                         | Antoine Kuszowski (16)    |
| Nantes              | José Arribas                                    | Bernard Blanchet, Gabriel De Michèle (37)                              | Ángel Marcos (20)         |
| Nîmes               | Kader Firoud                                    | Jean-Pierre Adams, Henri Augé (38)                                     | Jacky Vergnes (25)        |
| Nizza               | Léon Rossi (1ª-9ª) Jean Snella (10ª-38ª)        | Dominique Baratelli, Leif Eriksson (38)                                | Hervé Revelli (19)        |
| Olympique Lione     | Aimé Mignot                                     | Yves Chauveau, Fleury Di Nallo (38)                                    | Bernard Lacombe (19)      |
| Olympique Marsiglia | Lucien Leduc (1ª-29ª) Mario Zatelli (30ª-38ª)   | Georges Carnus (38)                                                    | Josip Skoblar (30)        |
| Paris Saint-Germain | Pierre Phelipon                                 | Jean Djorkaeff, Bernard Guignedoux, Michel Prost (38)                  | Jean-Claude Bras (12)     |
| Red Star            | Marcel Tomazover (1ª-30ª) José Farias (31ª-38ª) | José Guillolet, Christian Laudu (38)                                   | Hugo González (12)        |
| Rennes              | Jean Prouff                                     | Alain Cosnard (38)                                                     | Serge Lenoir (16)         |
| Saint-Étienne       | Albert Batteux (1ª-36ª) Robert Herbin (37ª-38ª) | Robert Herbin, Jean-Michel Larqué (38)                                 | Salif Keïta (29)          |
| Sochaux             | Paul Barret                                     | Eugène Battmann, Gérard Burcklé, Pierre Lechantre, Vojislav Melić (38) | Philippe Piat (17)        |
| Stade Reims         | Élie Fruchart (1ª-29ª) Léon Desmenez (30ª-38ª)  | Jean-François Jodar (38)                                               | Delio Onnis (22)          |

## Classifica finale
|  | Pos. | Squadra             | Pt | G  | V  | N  | P  | GF | GS | DR  |
|  | ---- | ------------------- | -- | -- | -- | -- | -- | -- | -- | --- |
|  | 1.   | Olympique Marsiglia | 56 | 38 | 24 | 8  | 6  | 78 | 37 | +41 |
|  | 2.   | Nîmes               | 51 | 38 | 21 | 9  | 8  | 76 | 37 | +39 |
|  | 3.   | Sochaux             | 47 | 38 | 21 | 5  | 12 | 57 | 42 | +15 |
|  | 4.   | Angers              | 45 | 38 | 19 | 7  | 12 | 56 | 40 | +16 |
|  | 5.   | Olympique Lione     | 45 | 38 | 18 | 9  | 11 | 58 | 45 | +13 |
|  | 6.   | Saint-Étienne       | 44 | 38 | 20 | 4  | 14 | 81 | 59 | +22 |
|  | 7.   | Nantes              | 43 | 38 | 17 | 9  | 12 | 70 | 48 | +22 |
|  | 8.   | Nizza               | 42 | 38 | 15 | 12 | 11 | 58 | 44 | +14 |
|  | 9.   | Bastia              | 42 | 38 | 20 | 2  | 16 | 58 | 57 | +1  |
|  | 10.  | Nancy               | 40 | 38 | 14 | 12 | 12 | 56 | 49 | +7  |
|  | 11.  | Rennes              | 38 | 38 | 13 | 12 | 13 | 53 | 54 | -1  |
|  | 12.  | Bordeaux            | 35 | 38 | 12 | 11 | 15 | 39 | 52 | -13 |
|  | 13.  | Ajaccio             | 33 | 38 | 12 | 9  | 17 | 49 | 53 | -4  |
|  | 14.  | Metz                | 33 | 38 | 13 | 7  | 18 | 44 | 49 | -5  |
|  | 15.  | Stade Reims         | 31 | 38 | 9  | 13 | 16 | 46 | 69 | -23 |
|  | 16.  | Paris Saint-Germain | 30 | 38 | 10 | 10 | 18 | 51 | 67 | -16 |
|  | 17.  | Red Star            | 30 | 38 | 10 | 10 | 18 | 34 | 64 | -30 |
|  | 18.  | Lilla               | 26 | 38 | 8  | 10 | 20 | 43 | 68 | -25 |
|  | 19.  | Monaco              | 26 | 38 | 8  | 10 | 20 | 41 | 68 | -27 |
|  | 20.  | Angoulême           | 23 | 38 | 8  | 7  | 23 | 39 | 85 | -46 |

Legenda:
      Campione di Francia e ammessa alla Coppa dei Campioni 1972-1973.
      Ammesse alla Coppa UEFA 1972-1973.
      Ammesse alla Coppa delle Coppe 1972-1973.
      Retrocesse in Division 2 1972-1973.
Note:
Due punti a vittoria, uno a pareggio, zero a sconfitta.

### Squadra campione
| Formazione tipo | Giocatori (presenze)   |
| --- | ---------------------- |
| Carnus Bosquier Zuvunka Kula Lopez Novi Gress Bonnel Couécou Magnusson Skoblar | Georges Carnus (38)    |
| Carnus Bosquier Zuvunka Kula Lopez Novi Gress Bonnel Couécou Magnusson Skoblar | Jean-Pierre Lopez (29) |
| Carnus Bosquier Zuvunka Kula Lopez Novi Gress Bonnel Couécou Magnusson Skoblar | Bernard Bosquier (35)  |
| Carnus Bosquier Zuvunka Kula Lopez Novi Gress Bonnel Couécou Magnusson Skoblar | Jules Zvunka (37)      |
| Carnus Bosquier Zuvunka Kula Lopez Novi Gress Bonnel Couécou Magnusson Skoblar | Édouard Kula (36)      |
| Carnus Bosquier Zuvunka Kula Lopez Novi Gress Bonnel Couécou Magnusson Skoblar | Jacques Novi (37)      |
| Carnus Bosquier Zuvunka Kula Lopez Novi Gress Bonnel Couécou Magnusson Skoblar | Joseph Bonnel (30)     |
| Carnus Bosquier Zuvunka Kula Lopez Novi Gress Bonnel Couécou Magnusson Skoblar | Roger Magnusson (32)   |
| Carnus Bosquier Zuvunka Kula Lopez Novi Gress Bonnel Couécou Magnusson Skoblar | Gilbert Gress (37)     |
| Carnus Bosquier Zuvunka Kula Lopez Novi Gress Bonnel Couécou Magnusson Skoblar | Josip Skoblar (31)     |
| Carnus Bosquier Zuvunka Kula Lopez Novi Gress Bonnel Couécou Magnusson Skoblar | Didier Couécou (32)    |
| Altri giocatori: Jean-Louis Hodoul (27), Ange Di Caro (15), Lambert Verdonk (8), François Bracci (3), Rolland Courbis (2), Albert Emon (1), Daniel Leclercq (1), Jean-Pierre Tokoto (1). |                        |

## Statistiche

### Capoliste solitarie
|    | —— | ——    | —— | —— | ——                  | ——                  | ——                  | ——                  | ——                  | ——                  | ——  | ——      | ——                  | ——                  | ——                  | ——                  | ——                  | ——                  | ——                  | ——                  | ——                  | ——                  | ——                  | ——                  | ——                  | ——                  | ——                  | ——                  | ——                  | ——                  | ——                  | ——                  | ——                  | ——                  | ——                  | ——                  | ——                  | —— |  |
|    |    | Nîmes |    |    | Olympique Marsiglia | Olympique Marsiglia | Olympique Marsiglia | Olympique Marsiglia | Olympique Marsiglia | Olympique Marsiglia |     | Sochaux | Olympique Marsiglia | Olympique Marsiglia | Olympique Marsiglia | Olympique Marsiglia | Olympique Marsiglia | Olympique Marsiglia | Olympique Marsiglia | Olympique Marsiglia | Olympique Marsiglia | Olympique Marsiglia | Olympique Marsiglia | Olympique Marsiglia | Olympique Marsiglia | Olympique Marsiglia | Olympique Marsiglia | Olympique Marsiglia | Olympique Marsiglia | Olympique Marsiglia | Olympique Marsiglia | Olympique Marsiglia | Olympique Marsiglia | Olympique Marsiglia | Olympique Marsiglia | Olympique Marsiglia | Olympique Marsiglia |    |  |
|    |    |       |    |    |                     |                     |                     |                     |                     |                     |     |         |                     |                     |                     |                     |                     |                     |                     |                     |                     |                     |                     |                     |                     |                     |                     |                     |                     |                     |                     |                     |                     |                     |                     |                     |                     |    |  |
|    |    |       |    |    |                     |                     |                     |                     |                     |                     |     |         |                     |                     |                     |                     |                     |                     |                     |                     |                     |                     |                     |                     |                     |                     |                     |                     |                     |                     |                     |                     |                     |                     |                     |                     |                     |    |  |
| 1ª | 2ª | 3ª    | 4ª | 5ª | 6ª                  | 7ª                  | 8ª                  | 9ª                  | 10ª                 | 11ª                 | 12ª | 13ª     | 14ª                 | 15ª                 | 16ª                 | 17ª                 | 18ª                 | 19ª                 | 20ª                 | 21ª                 | 22ª                 | 23ª                 | 24ª                 | 25ª                 | 26ª                 | 27ª                 | 28ª                 | 29ª                 | 30ª                 | 31ª                 | 32ª                 | 33ª                 | 34ª                 | 35ª                 | 36ª                 | 37ª                 | 38ª                 |    |  |

#### Primati stagionali
Squadre
- Maggior numero di vittorie: Olympique Marsiglia (24)
- Minor numero di sconfitte: Olympique Marsiglia (6)
- Migliore attacco: Saint-Étienne (81)
- Miglior difesa: Olympique Marsiglia, Nîmes (37)
- Miglior differenza reti: Olympique Marsiglia (+41)
- Maggior numero di pareggi: Stade Reims (13)
- Minor numero di pareggi: Bastia (2)
- Maggior numero di sconfitte: Angoulême (23)
- Minor numero di vittorie: Lilla, Monaco, Angoulême (8)
- Peggior attacco: Red Star (34)
- Peggior difesa: Angoulême (85)
- Peggior differenza reti: Angoulême (-46)

### Individuali

#### Classifica marcatori
| Gol | Rigori |  | Giocatore         | Squadra             |
| --- | ------ |  | ----------------- | ------------------- |
| 30  |        |  | Josip Skoblar     | Olympique Marsiglia |
| 29  | 2      |  | Salif Keïta       | Saint-Étienne       |
| 25  | 3      |  | Jacky Vergnes     | Nîmes               |
| 22  | 4      |  | Delio Onnis       | Stade Reims         |
| 20  | 6      |  | Ángel Marcos      | Nantes              |
| 19  | 1      |  | Bernard Lacombe   | Olympique Lione     |
| 19  |        |  | Hervé Revelli     | Nizza               |
| 17  |        |  | Jacques Bonnet    | Nîmes               |
| 17  |        |  | Fleury Di Nallo   | Olympique Lione     |
| 17  |        |  | François M'Pelé   | Ajaccio             |
| 17  | 1      |  | Philippe Piat     | Sochaux             |
| 16  | 2      |  | Nestor Combin     | Metz                |
| 16  |        |  | Antoine Kuszowski | Nancy               |
| 16  | 3      |  | Serge Lenoir      | Rennes              |
| 16  |        |  | Erich Maas        | Nantes              |

## Percorso dei club nelle coppe europee
| Club                | Competizione       | Risultato        | Ultimo avversario          |
| ------------------- | ------------------ | ---------------- | -------------------------- |
| Olympique Marsiglia | Coppa dei Campioni | Ottavi di finale | Ajax (1-2; 1-4)            |
| Rennes              | Coppa delle Coppe  | Primo turno      | Rangers (1-1; 0-1)         |
| Nantes              | Coppa UEFA         | Secondo turno    | Tottenham (0-0; 0-1)       |
| Saint-Étienne       | Coppa UEFA         | Primo turno      | Colonia (1-1; 1-2)         |
| Nîmes               | Coppa UEFA         | Primo turno      | Vitoria Setubal (0-1; 2-1) |